# Parironus bicuspis
Parironus bicuspis is een rondwormensoort uit de familie van de Ironidae. De wetenschappelijke naam van de soort is voor het eerst geldig gepubliceerd in 1971 door Boucher.